# Quênia nos Jogos Paralímpicos de Verão de 1992
Quênia participou dos Jogos Paralímpicos de Verão de 1992, que foram realizados na cidade de Barcelona, na Espanha, entre os dias 3 e 14 de setembro de 1992.
A delegação não conquistara nenhuma medalha nesta edição das Paralimpíadas.

## Equipe
O Quênia contava com uma delegação de 15 integrantes, composta por 9 homens e por 6 mulheres. A equipe incluía o Vincent Kimanzi, o Antoney Mutuku, o Barack Ochieng, o Stephen Maneno, o Samson Mosoti, a Helen Bohe e a Mary Nakhumica.